# Дольний Кубін (округа)
Окрес Дольни Кубін (словац. Dolný Kubín), в складі Жилінського краю Словаччини. Адміністративний центр — містечко Дольни Кубін. Загалом входить до історичної області Оравського жупану й знаходиться в центрі краю, в пониззі річки Орава та гірських відрогах Західних Карпат.

## Розташування
Округ Дольни Кубін знаходиться в центрі Жилінського краю. Займає переважно території передгір'я, загалом становить 490 км² з населенням трохи менше 40 000 мешканців. Центральною віссю округи є низовина річки Орава, яка зі всіх сторін обмежена гірськими відрогами хребтів — Малої Фатри (Malá Fatra) і Великої Фатри (Veľká Fatra) на заході, а на сході хребтами Оравської Магури (Oravská Magura). Розташовані масив Воєнне; Криванська Фатра; Криванські Вітрові голі і Осниця.

## Населення
| Рік:            | 1994.  | 2004.   | 2014.   | 2024.   |
| --------------- | ------ | ------- | ------- | ------- |
| Кількість осіб: | 38 497 | 39 458  | 39 469  | 38 726  |
| Різниця:        |        | +2,49 % | +0,02 % | -1,88 % |

| Рік:            | 2023.  | 2024.   |
| --------------- | ------ | ------- |
| Кількість осіб: | 38 734 | 38 726  |
| Різниця:        |        | -0,02 % |

## Адміністративний поділ
Адміністративна одиниця — округ Дольни Кубін — вперше була сформована в 1918 року, ще за угорського правління. З середини 20 століття він вже сформувався остаточно, до нього входять 23 обец (села) та сам центр округи містечко Дольни Кубін.
Перелік обец, що входять до окреси Дольни Кубін та їх орієнтовне розташування — супутникові знимки [Архівовано 25 серпня 2011 у WebCite]:
| - Бзіни (Bziny) - Длга над Оравою (Dlhá nad Oravou) - Горна Легота (Horná Lehota) - Хлебниці (Chlebnice) - Істебне (Istebné) - Ясенова (Jasenová) - Кральовани (Kraľovany) - Кріва (Krivá) - Лєштини (Leštiny) - Малатіна (Malatiná) - Оравська Поруба (Oravská Poruba) - Медзібродя над Оравою (Medzibrodie nad Oravou) | - Оравський Подзамок (Oravský Podzámok) - Осадка (Osádka) - Парніца (Párnica) - Покривач (Pokryváč) - Прибіш (Pribiš) - Пуцов (Pucov) - Седляцка Дубова (Sedliacka Dubová) - Велічна (Veličná) - Вишній Кубін (Vyšný Kubín) - Зазріва (Zázrivá) - Жашков (Žaškov) |